# Herbert von Borch (Diplomat)
Herbert Cuno Eberhard von Borch (* 22. Februar 1876 in Liegnitz; † 31. August 1961 in Starnberg) war ein deutscher Diplomat und Gesandter.

## Familie
Die Eltern des Herbert von Borch waren der preußische Offizier Eugen von Borch und Agnes Borch, geborene Wagner. Am 18. Oktober 1906 heiratete er Elisabeth Schmidt. Aus der Ehe gingen der Soziologe, Journalist und Publizist Herbert von Borch (1909–2003) und Asta von Borch (* 1913) hervor. Beide besuchten u. a. das von Martin Luserke geleitete reformpädagogische Landerziehungsheim Schule am Meer auf Juist.

## Berufliche Entwicklung
Borchs Erziehung im Elternhaus war evangelisch-lutherisch geprägt. Nach der Grundschule besuchte er das Realgymnasium in Sprottau und das Gymnasium in Hirschberg, dann wechselte er zum Humboldt-Gymnasium und zuletzt noch an das Askanische Gymnasium in Berlin. Hier legte er im September 1894 das Abitur ab. Daran schloss sich ein Studium der Rechtswissenschaften und der Chinesischen Sprache ebenfalls in Berlin an. Diese Studienzeit wurde ab August 1895 durch eine Militärdienstzeit unterbrochen. Im Oktober 1896 wurde er zum Sekondeleutnant befördert. Mit Beendigung der militärischen Ausbildung im Januar 1898 setzte er sein Studium fort. Am Berliner Seminar für Orientalische Sprachen legte er im Juli 1900 das Diplom in der chinesischen Sprache ab. Im Folgejahr promovierte er im März 1901 zum Thema der „Stillen Gesellschaft“ zum Dr. jur. Einen Monat später wurde er vom Auswärtigen Amt als Dolmetscher-Aspirant eingestellt. Sein Dienstantritt an der deutschen Gesandtschaft in Peking war am 24. Juni 1901. Zu diesem Zeitpunkt war Alfons Mumm von Schwarzenstein Geschäftsträger in China. Nach einer Einsatzzeit von etwas mehr als einem Jahr nahm Borch bereits die Geschäfte des 2. Dolmetschers an der Gesandtschaft wahr und wurde 1904 in dieser Position ernannt. Im November 1905 endete sein Einsatz in China. Mit einer relativen kurzen Übergangszeit wurde er ab März 1906 mehrere Monate als Dolmetscher und Betreuer bei einer chinesischen Studienkommission während eines Europabesuches eingesetzt.
Noch im gleichen Jahr wurde Herbert von Borch an das deutsche Konsulat in Kanton beordert. Sein Dienstantritt war im Dezember 1906 und ab April 1907 wurde er fast ausschließlich als Dolmetscher benötigt. Im Juli übernahm er die kommissarische Leitung des Konsulats, die er bis Januar 1908 innehatte. Daraufhin wechselte er an das deutsche Konsulat in Shantou am Südchinesischen Meer, wo ihm auch die kommissarische Leitung übertragen wurde. Hier übernahm er im April 1907 die Geschäfte. Zwischenzeitlich bereitete er sich auf die konsularischen Prüfungen vor, die er dann im Mai 1911 in Berlin ablegte. Unmittelbar danach wurde er zum Konsul ernannt und übte dieses Amt bis 1917 aus. Nach dem kriegsbedingten Abbruch der diplomatischen Beziehungen zwischen China und Deutschland Ende Juli 1917 kehrte er nach Hause zurück. Hier wurde er in den einstweiligen Ruhestand versetzt. Bereits Anfang Januar 1918 wurde er wieder vom Auswärtigen Amt angefordert und er übernahm in Berlin eine kommissarische Beschäftigung. Dieser Einsatz erfolgte ab 22. Januar in der neu geschaffenen Abteilung IV (Nachrichten). Sein Vorgesetzter war hier Erhard Deutelmoser, er wurde hier als Leiter des Referates A. 3. (Ostasien) eingesetzt.
Nach dem Zusammenbruch des Deutschen Kaiserreichs im Jahr 1918 und der strukturellen und personellen Neuausrichtung des Auswärtigen Amtes verblieb Herbert von Borch noch für ein Jahr auf dem Referatsleiterposten. Im März 1920 – noch mitten im Umstellungsprozess des Amtes – wechselte er in die Abteilung VII (Ostasien). Wenige Tage darauf wurde er schon mit der Aufgabe betraut die Kommission zur Wiederherstellung der diplomatischen und wirtschaftlichen Beziehungen mit China zu leiten. Sein Einsatzort war Peking. Mit der Amtsbezeichnung eines Generalkonsuls trat er am 20. Juli 1920 seine Aufgabenstellung an. Nach einem Jahr Gespräche, Vorverhandlungen und gemeinsamer Verständigung auf beiden Seiten übernahm er im Juli 1921 mit der Amtsbezeichnung eines Gesandtschaftsrates die diplomatische Vertretung der Weimarer Republik in China. Noch im gleichen Monat wurde er zum Gesandtschaftsrat I. Klasse ernannt. In diesem Amt verblieb er in Peking bis Mai 1924. Nach seinem Urlaub trat er dann im November 1924 eine kommissarische Beschäftigung im Auswärtigen Amt in Berlin an. Er wurde der Abteilung IV (Osteuropa, Skandinavien, Ostasien) zugeteilt und im März 1925 zum Dirigenten der Referatsgruppe 2 in dieser Abteilung berufen. Im September 1925 wurde er erneut nach Ostasien beordert. An der deutschen Botschaft in Tokyo war die Stellung des Botschaftsrates zu besetzen. Deutscher Botschafter war zu dieser Zeit in Japan Wilhelm Solf. Dieser hatte es bereits erreicht, dass ihm große Achtung und Anerkennung innerhalb der japanischen Gesellschaft entgegengebracht wurde, was sich auch erheblich auf das Arbeitsklima für die anderen Beschäftigten der Botschaft auswirkte. Seinen Dienst als Botschaftsrat trat von Borch am 21. Oktober 1925 an. Bedingt durch die neue Rolle der deutschen Botschaft wurden besonders der Botschafter selbst und sein Botschaftsrat des Öfteren durch japanische Regierungskreise ins Vertrauen gezogen, wenn es um die Entwicklung der politischen Beziehungen zwischen Japan und der Sowjetunion ging. Das betraf sowohl den japanischen Außenminister Shidehara Kijūrō (1872–1951) als auch den neu ernannten sowjetischen Botschafter Viktor Kopp (1880–1930) in Tokyo. Als es 1926 zum Abschluss des deutsch-sowjetischen Freundschafts- und Neutralitätsabkommens kam, waren sich die Genannten darüber einig, dass damit ein wichtiger Schritt der friedlichen Zusammenarbeit getan worden war. Kopp bekräftigte gegenüber seinen deutschen Kollegen, dass sich daraus zugleich ein Ansporn ableite, im Fernen Osten im Sinne guter Kollegialität zusammenzuarbeiten. Bereits gegen Ende seiner Amtszeit spitzten sich sowohl die internationalen Rivalitäten im pazifischen Raum zwischen Großbritannien und der Sowjetunion wieder zu, aber auch in Japan selbst setzten sich mit Premierminister Tanaka Giichi erneut expansionistische Bestrebungen in der Außenpolitik Japans wieder durch.
Ab März 1928 bereitete sich Herbert von Borch auf seinen nächsten Auslandseinsatz vor. Am 28. April 1928 übernahm er die Geschäfte der deutschen Gesandtschaft in Peking. Während dieser Zeit hatte er zahlreiche Gelegenheiten, die in Tokyo erfahrene politische Haltung nunmehr auch von der Außensicht von China her zu bewerten. Im Februar 1931 beendete er seine Geschäftstätigkeit in Peking. Als sein Nachfolger wurde Oskar Trautmann eingesetzt. Zeitnah mit seiner Rückkehr nach Deutschland erfolgte im Mai 1931 seine Versetzung in den einstweiligen und zwei Jahre später mit 55 Jahren in den endgültigen Ruhestand.
Herbert von Borch verstarb am 31. August 1961 in Starnberg.

## Publikation
- Das Recht der stillen Gesellschaft des Handelsgesetzbuchs in seinem Verhältnis zum Gesellschaftsrecht des Bürgerlichen Gesetzbuches, Dissertation, 1901. OCLC 215836634